# خاراکس (راگیانا)
خاراکْسْ (یونانی باستان: Χάραξ) شهری سلوکی و پارتی بود که در استان راگیانا، در نزدیکی شهر راگا (ری امروزی) واقع شده بود. خاراکس با توجه به نام یونانی خود که به معنی " نرده دفاعی " است، شهری با استحکامات بوده‌است. بنا به گفته بطلمیوس توسط سلوکی‌ها بنیان‌گذاری شده بود و در نزدیکی آپامیا قرار داشت. (جغرافیا ۶٫۴٫۴). به گفته ایزیدور خاراکسی، که به عنوان اصلی‌ترین منبع در نظر گرفته می‌شود، خاراکس یکی از پنج شهر واقع در راگیانا بود که شهر اصلی آن راگا بود. وی همچنین خاطرنشان می‌کند که این مکان "در پای کوهی به نام کاسپیوس (...)" واقع شده‌است که با کوه‌های البرز انطباق دارد.
هنگامی که فرهاد یکم قلمرو اشکانیان را در حدود ۱۷۶ سال قبل از میلاد گسترش می‌داد، وی قبیله مردم آمارد را شکست داد و بخشی از آنها را به خاراکس برد. بنا به گزارش، این کار به منظور ایجاد مقر مستحکم برای فتح سرزمین ماد انجام شد.
مکان واقعی خاراکس مشخص نیست. گزینه‌های پیشنهادی شامل ایوانکی و اراضی است.